# Большетелекский сельсовет
Большетелекский сельсовет — сельское поселение в Идринском районе Красноярского края.
Административный центр — село Большой Телек.
В 1989 году из Большетелекского сельсовета выделен Курежский сельсовет.

## Население
| 2010 | 2012 | 2013 | 2014 | 2015 | 2016 | 2017 |
| ---- | ---- | ---- | ---- | ---- | ---- | ---- |
| 451  | ↗455 | ↘454 | ↘443 | ↘436 | ↘423 | ↗431 |

## Состав сельского поселения
В состав сельского поселения входит один населённый пункт — село Большой Телек.

## Местное самоуправление
Большетелекский сельский Совет депутатов
Дата избрания: 14.03.2010. Срок полномочий: 5 лет. Количество депутатов: 7
Глава муниципального образования
- Шарков Александр Васильевич. Дата избрания: 14.03.2010. Срок полномочий: 5 лет